# Mélèce Ier de Jérusalem
Mélèce Ier (en grec Mελέτιος A', s.d.), né à Aïnos, est patriarche orthodoxe de Jérusalem de février/mars 1731 à mars/avril 1737.